# Sonate K. 365
La sonate K. 365 (F.311/L.480) en fa mineur est une œuvre pour clavier du compositeur italien Domenico Scarlatti.

## Présentation
La sonate K. 365 en fa mineur, notée Allegro, forme une paire avec la sonate précédente. La copie principale se trouve dans le huitième volume de Venise, daté de 1754. Toutes les œuvres du volume combinent la grande maîtrise avec la richesse de la « période flamboyante », la variété des formes et la simplicité d'écriture de la « période intermédiaire ». La K. 365 est proche du style de la sonate K. 10 des Essercizi per gravicembalo, battue à 
 également.

## Manuscrits
Le manuscrit principal est le numéro 8 du volume VIII (Ms. 9779) de Venise (1754), copié pour Maria Barbara ; les autres sources manuscrites sont Parme X 2 (Ms. A. G. 31415), Münster II 2 (Sant Hs 3965) et le numéro 29 du manuscrit Ayerbe de Madrid (E-Mc, ms. 3-1408).

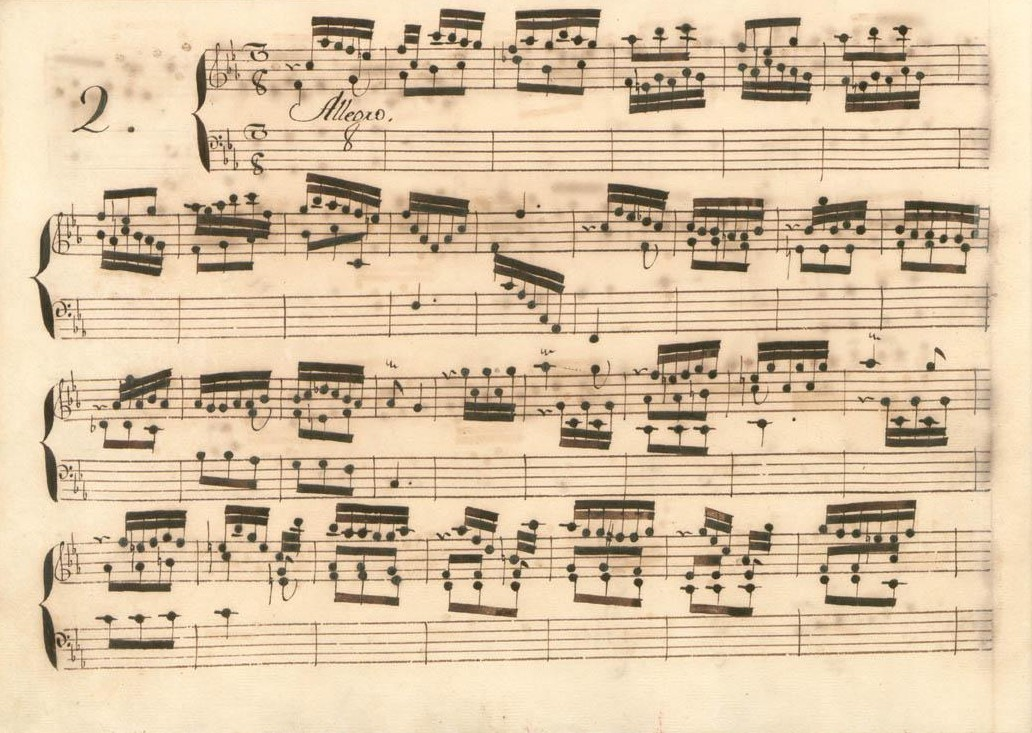
Parme X 2.
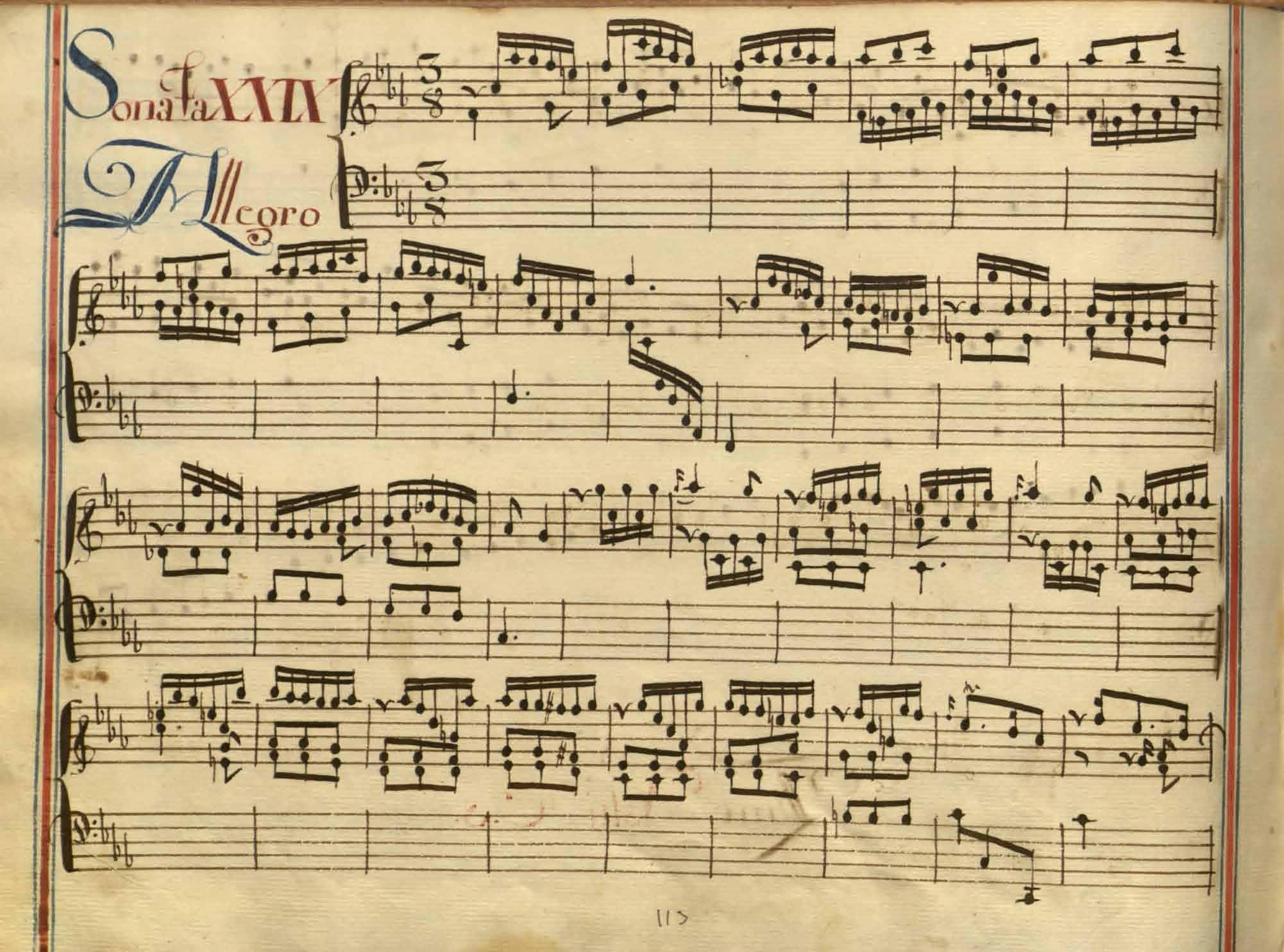
Madrid, 29.

## Interprètes
La sonate K. 365 est interprétée au piano par Sergei Babayan (1995, Piano Classics), Ievgueni Soudbine (2004, BIS), Orion Weiss (2013, Naxos, vol. 15), Carlo Grante (2013, Music & Arts, vol. 4) ; au clavecin par Scott Ross (1985, Erato), Richard Lester (2003, Nimbus, vol. 3), Pieter-Jan Belder (Brilliant Classics) et Katia Braunschweiler (2017, Genuin).
Andreas Nebl l'interprète à l'accordéon (2021, Castigo Classic Recordings).

## Sources
: document utilisé comme source pour la rédaction de cet article.
- Ralph Kirkpatrick (trad. de l'anglais par Dennis Collins), Domenico Scarlatti, Paris, Lattès, coll. « Musique et Musiciens », 1982 (1re éd. 1953 (en)), 493 p. (OCLC 954954205, BNF 34689181).
- Alain de Chambure, « Domenico Scarlatti : Intégrale des sonates — Scott Ross », Erato (2564-62092-2), 1985 (OCLC 891183737) .
- (en) Carlo Grante, « Domenico Scarlatti, intégrale des sonates pour clavier (vol. 4) », p. 13, Music & Arts (CD-1293), 2013 .
- (es) Laura Cuervo Calvo, « El manuscrito Ayerbe : una fuente española de las sonatas de Domenico Scarlatti de mediados del siglo XVIII », Ad Parnassum, Ut Orpheus Edizioni, vol. 13, no 25,‎ avril 2015, p. 1–26 (ISSN 1722-3954, OCLC 1006521868, lire en ligne).